# Rewaco

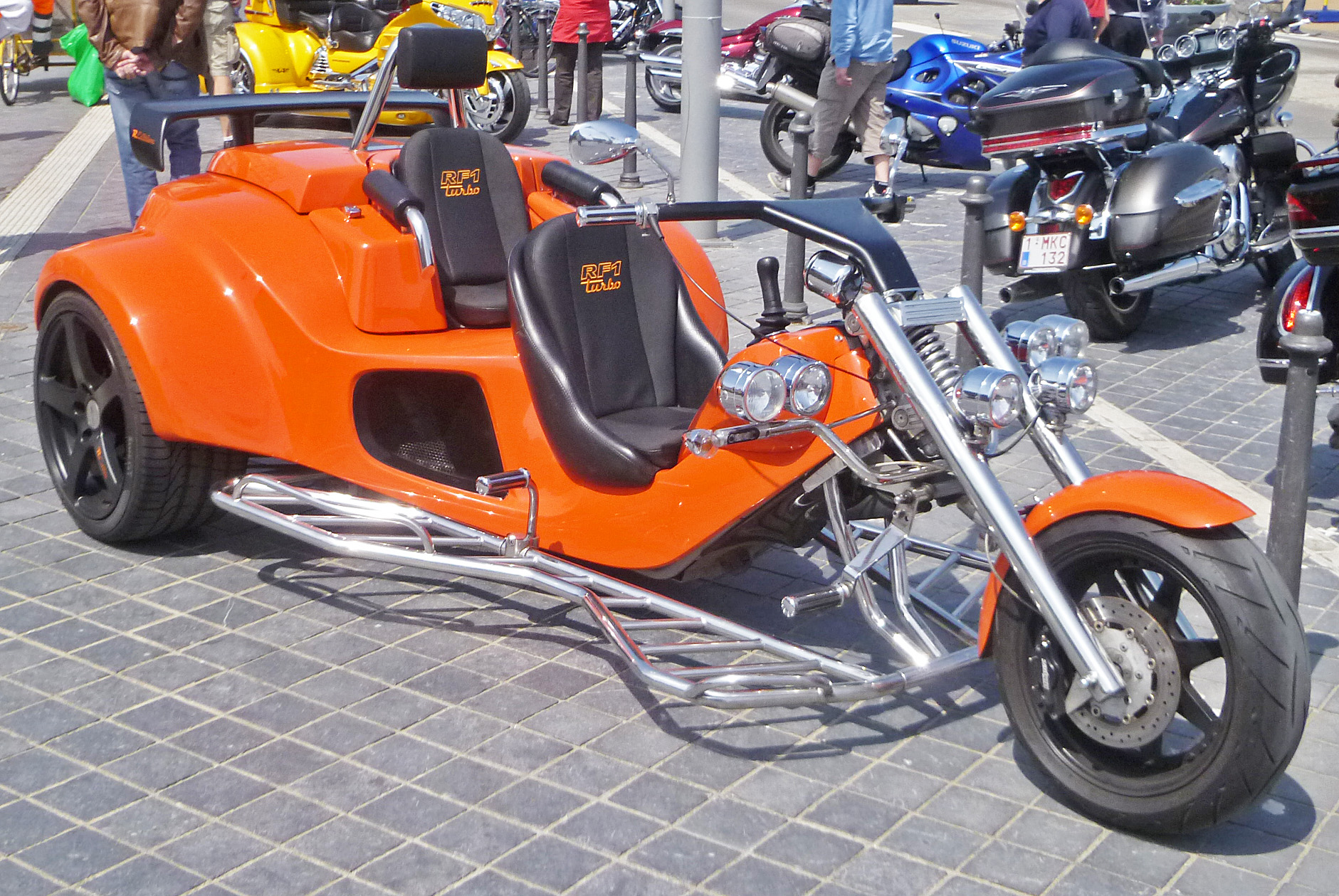
Rewaco RF1 trike

Rewaco ist ein Trike-Hersteller mit Hauptsitz in Lindlar im Oberbergischen Kreis in Nordrhein-Westfalen.
Die rewaco Spezialfahrzeuge GmbH entwickelt, produziert und vertreibt Trikes. Einkauf, Marketing, Verkauf von Fahrzeugen und Ersatzteilen sowie Verwaltung und 
Entwicklung befinden sich in der Firmenzentrale in Lindlar. Daneben gibt es auch noch eine Produktionsstätte in Koszalin. Zum 1. Januar 2025 waren in Deutschland 2.692 rewaco-Trikes zum Straßenverkehr zugelassen, was einem Anteil von 0,1 Prozent unter allen zwei- und dreirädrigen Krafträdern entspricht.

## Geschichte
Das Unternehmen wurde 1990 gegründet und stellte im Januar 1991 ein erstes Trike vor. Gegenwärtig erfolgt der Absatz der Fahrzeuge zu ca. 60 Prozent in Deutschland, Exportmärkte sind überwiegend das benachbarte westliche Ausland, aber auch Australien, die Volksrepublik China, Japan, Südafrika, die USA und Kanada.
rewaco vertreibt neben selbst entwickelten Trikes für zwei bis drei Personen sowie einem Leistungsspektrum zwischen 51 kW/70 PS und 148 kW/201 PS mit Schalt- oder Automatikgetriebe auch sogenannte BikeConversions – umgebaute Serienmotorräder mit einem auf Doppelspur modifizierten Heck.
Mit jährlich rund 500 produzierten Fahrzeugen und 130 Verkaufsstellen weltweit ist rewaco der führende Trike- und BikeConversions-Hersteller Europas.
rewaco ist der erste KBA-zertifizierte Hersteller in diesem Fahrzeugsegment, der eine volle zweijährige Fahrzeuggarantie ohne Kilometerbegrenzung gewährt.

## Technik
Als erster Trikehersteller, der serienmäßig einen geregelten Drei-Wege-Katalysator in allen Modellen anbietet, sind rewaco trikes darüber hinaus mit einem stufenlosen Getriebe von Punch Powertrain ausgestattet.